# Al-Ahli Atbara
Pour les articles homonymes, voir Al Ahly.
Maillots
Actualités
Le Al Ahli Sporting Club Atbara (en arabe : النادي الأهلي الرياضي عطبرة), plus couramment abrégé en Al Ahli, est un club soudanais de football fondé en 1951 et basé dans la ville d'Atbara.

## Histoire
Il se classe quatrième du championnat du Soudan en 2013.

## Personnalités du club

### Présidents du club
- Hassan Abdelsalam

### Entraîneurs du club
- Abdelaziz Gagarein